# Чернігівська обласна премія імені Михайла Коцюбинського
Чернігівська обласна премія імені Михайла Коцюбинського — щорічна літературно-мистецька премія, якою відзначають авторів літературних, мистецьких та наукових досягнень, пов'язаних з Чернігівщиною.
Премію засновано з метою вшанування пам'яті класика української літератури Михайла Коцюбинського, який тривалий час жив і працював у місті Чернігові, та похований тут.

## Історія
Започаткована в 1992 році з ініціативи Чернігівської обласної організації Спілки письменників України, Чернігівського літературно-меморіального музею-заповідника Михайла Коцюбинського та Чернігівського відділення Українського фонду культури.
У 2003 році Чернігівською обласною радою було затверджено положення про премію.
У 2012 році, за сприяння Управління у справах преси та інформації Чернігівської обласної державної адміністрації, вийшов друком біографічний довідник «Лауреати Чернігівської обласної премії ім. М.Коцюбинського. 1992—2011», що містить творчі біографії лауреатів за період з 1992 по 2011 роки, розміщені у хронологічному порядку.

## Номінації і винагорода
Премія присуджується у шести номінаціях:
- «Поезія»,
- «Проза»,
- «Народознавство»,
- «Декоративне та образотворче мистецтво»,
- «Театральне мистецтво»,
- «Музичне мистецтво».

Поділ премії між кількома кандидатами у межах однієї номінації не допускається.
Кожен лауреат отримує диплом, пам'ятну медаль із зображенням Михайла Коцюбинського та грошову винагороду у сумі десять тисяч гривень. Повторно премія не присуджується.
Звання лауреата премії посмертно не присуджується, проте у разі смерті лауреата у період між голосуванням за присудження йому премії та до часу вручення премії, її отримують члени його родини.
Вручення премії традиційно відбувається в день народження Михайла Коцюбинського 17 вересня на території Чернігівського літературно-меморіального музею-заповідника Михайла Коцюбинського.

## Процедура присудження
На здобуття премії може бути висунуто громадян України, що досягли 16-річного віку. Висування кандидатів здійснюють державні установи, заклади культури, освіти, науки, творчі спілки щорічно з 1 березня по 31 травня. Висування на здобуття премії повинно бути погоджено з кандидатом.
Для конкурсного відбору кандидатів на здобуття премії та визначення лауреатів створюється комісія у складі не менше 11 осіб, до якої входять письменники, громадські діячі, літературознавці, мистецтвознавці, журналісти, працівники культури, освіти, науки та заступник голови обласної ради. Склад комісії затверджує голова Чернігівської обласної державної адміністрації. Комісію очолює заступник голови обласної державної адміністрації.
Список кандидатів на здобуття премії визначається у першій декаді червня. З 1 по 25 серпня комісія затверджує кандидатури на здобуття премії, потім рішення комісії подається Департаменту культури і туризму, національностей та релігій Чернігівської ОДА.
Премія призначається розпорядженням голови облдержадміністрації.

## Лауреати премії

### 2024
| Номінація                             | Лауреат                                                                        | За що удостоєний звання лауреата                                                                                   |
| ------------------------------------- | ------------------------------------------------------------------------------ | --- |
| Поезія                                | Новицький Станіслав Сергійович                                                 | за книгу «Передмовчання»                                                                                           |
| Проза                                 | Пабат Василь Олексійович                                                       | за книгу «Світло далекої зірки»                                                                                    |
| Народознавство                        | Коваленко Олександр Борисович, Доманова Ганна Сергіївна, Мицик Юрій Андрійович | за книгу «Чернігів магдебурзький: законодавчі та публічно-правові акти XVII—XVIII ст.»                             |
| Театральне мистецтво                  | Муквич Юрій Миколайович                                                        | за значний внесок у розвиток театрального мистецтва                                                                |
| Музичне мистецтво                     | Інна та Тетяна Чабан                                                           | за багаторічну творчу діяльність у жанрі співаної поезії                                                           |
| Декоративне та образотворче мистецтво | Войстрикова Наталія Миколаївна                                                 | за цикл художніх робіт, присвячених українській тематиці, та за відродження старовинних технік народного мистецтва |

### 2023
| Номінація                             | Лауреат                        | За що удостоєний звання лауреата                                                            |
| ------------------------------------- | ------------------------------ | ------------------------------------------------------------------------------------------- |
| Поезія                                | Соколов Юрій Юрійович          | за поему «Рубікон»                                                                          |
| Проза                                 | Михайленко Валентина Микитівна | за книгу «Скарб під знаком Риби»                                                            |
| Народознавство                        | Кирієнко Іван Олексійович      | за книги «Черниш. Книга 1» та «Черниш. Книга 2. І хрестиком, і доріжкою»                    |
| Театральне мистецтво                  | Салдецька Тетяна Василівна     | за роль Кассандри у виставі «Кассандра» за творами Лесі Українки                            |
| Музичне мистецтво                     | Гончаренко Марина Анатоліївна  | за особистий внесок у розвиток та популяризацію музичного мистецтва Чернігівщини та України |
| Декоративне та образотворче мистецтво | Черниш Андрій Андрійович       | за цикл робіт «Співи Полісся»                                                               |

### 2013
| Номінація                             | Лауреат                        |
| ------------------------------------- | ------------------------------ |
| Поезія                                | Яровий Олександр Степанович    |
| Проза                                 | Сенцовський Володимир Іванович |
| Народознавство                        | Забіяка Іван Михайлович        |
| Театрально-музичне мистецтво          | Нечепа Василь Григорович       |
| Декоративне та образотворче мистецтво | Костюченко Ольга Вікторівна    |

### 2012
| Номінація                             | Лауреат | За що удостоєний звання лауреата                |
| ------------------------------------- | --- | ----------------------------------------------- |
| Поезія                                | Шевченко Станіслав Олексійович | за книги «Під сузір'ям Пасіки», «Дім для душі»  |
| Проза                                 | Сердюк Олена Вікторівна | за книгу «Грішниця»                             |
| Народознавство                        | авторський колектив у складі: Курданов Андрій Леонідович, Доценко Алла Володимирівна, Гаркуша Алла Броніславівна, Васюта Олег Олегович, Ванжула Олена Миколаївна | за науково-популярну книгу «Спас Чернігівський» |
| Театрально-музичне мистецтво          | Худяшов Роман Володимирович | за втілення ідеї «Драматичний простір музею»    |
| Декоративне та образотворче мистецтво | Саченко Олена Володимирівна | за цикли робіт «Мій Чернігів», «Шлях душі»      |

### 2011
| Номінація                             | Лауреат                            | За що удостоєний звання лауреата |
| ------------------------------------- | ---------------------------------- | --- |
| Поезія                                | Крачило Олексій Володимирович      | За збірки «Аксіоми серця» та «Константа небайдужості» |
| Проза                                 | Конечна Олена Михайлівна           | за книги «На березі дощів», «Час у пригорщах», «Копійчині мандри», «За ґратами раю», «Синдром Роксолани», «Озброєний янгол»                                                             |
| Народознавство                        | Половнікова Світлана Олександрівна | за художньо-документальне видання «Качанівка. Альбом автографів» |
| Театрально-музичне мистецтво          | Матросова Юлія Савеліївна          | За виставу «Українське альфреско» за творами Ліни Костенко. |
| Декоративне та образотворче мистецтво | Колошин Анатолій Іванович          | за багаторічну працю по відродженню стародавніх традицій чернігівського різьблення, створення класичної школи сіверського різьблення та вагомий внесок у розвиток національної культури |

### 2010
| Номінація                    | Лауреат | За що удостоєний звання лауреата                                                                                  |
| ---------------------------- | --- | --- |
| Поезія                       | Михайло Шевченко | за збірку поезій в трьох томах «Час і я», «Я і час», «Час поза мною»                                              |
| Проза                        | Олексій Брик | за книгу «А дерева мовчали»                                                                                       |
| Проза                        | Лілія Бондаревич (Черненко) | за книгу «Ми всі — подорожні»                                                                                     |
| Народознавство               | Євген Нахлік, Оксана Нахлік | за книгу «Пантелеймон Куліш між Параскою Глібовою і Горпиною Ніколаєвою: Біографічно-культурологічне дослідження» |
| Театрально-музичне мистецтво | Чернігівський академічний народний хор обласного філармонійного центру фестивалів та концертних програм під керівництвом Коцура Володимира Васильовича | за цикл концертних програм                                                                                        |